# Kiến Tường (tỉnh)
Kiến Tường là một tỉnh cũ của Việt Nam Cộng hòa.

## Lịch sử
Tỉnh Kiến Tường được thành lập vào cuối năm 1956 do đổi tên từ tỉnh Mộc Hóa trước đó và bị mất tên gọi đơn vị hành chính cấp tỉnh từ tháng 2 năm 1976 cho đến nay. Tỉnh lỵ tỉnh Kiến Tường có tên là "Mộc Hóa".

### Giai đoạn 1956–1976

#### Việt Nam Cộng hòa
Ngày 17 tháng 2 năm 1956, Tổng thống Việt Nam Cộng hòa ban hành Sắc lệnh số 21-NV về việc thành lập tỉnh Mộc Hóa trên cơ sở 2 quận: Mộc Hóa, Thủ Thừa thuộc tỉnh Tân An; phía đông bắc kênh Vĩnh Hạ – Mỹ Tho, kênh số 4 nối dài của tỉnh Sa Đéc và phía bắc một đường ranh giới được quy định như sau: kênh số 4 nối dài – Tổng Đốc Lộc – kênh Thương Mãi của tỉnh Mỹ Tho. Tỉnh lỵ đặt tại Mộc Hóa.
Ngày 22 tháng 10 năm 1956, Tổng thống Việt Nam Cộng hòa Ngô Đình Diệm ban hành Sắc lệnh số 143-NV về việc thành lập tỉnh Kiến Tường trên cơ sở đổi tên tỉnh Mộc Hóa. Tỉnh lỵ có tên là "Mộc Hóa", về mặt hành chánh thuộc xã Tuyên Thạnh, quận Châu Thành.
Ngày 24 tháng 4 năm 1957, tỉnh Kiến Tường bao gồm 3 quận, 3 tổng, 18 xã:
- Quận Châu Thành, quận lỵ ở xã Tuyên Thạnh, có một tổng là Thanh Hòa Hạ.
- Quận Tuyên Bình, quận lỵ ở xã Tuyên Bình, có một tổng là Thanh Hòa Thượng.
- Quận Ấp Bắc, quận lỵ ở xã Tân Hòa, có một tổng là Ninh Hòa.

Ngày 7 tháng 6 năm 1958, tỉnh Kiến Tường bao gồm 3 quận, 9 tổng, 23 xã:
- Quận Châu Thành Mộc Hóa, quận lỵ ở xã Tuyên Thạnh, có hai tổng là Mộc Hóa Hạ và Mộc Hóa Thượng.
- Quận Tuyên Bình, quận lỵ ở xã Tuyên Bình, có ba tổng là Tuyên Bình Hạ, Tuyên Bình Trung và Tuyên Bình Thượng.
- Quận Kiến Bình, quận lỵ ở xã Tân Hòa, có bốn tổng là Kiến Bình Đông, Kiến Bình Tây, Mỹ Bình Hạ, Mỹ Bình Thượng (quận Kiến Bình đổi tên từ quận Ấp Bắc).

Ngày 10 tháng 3 năm 1959, tỉnh Kiến Tường thành lập thêm quận mới là Tuyên Nhơn, do tách từ quận Kiến Bình, quận lỵ ở xã Thủy Đông, gồm hai tổng là Mỹ Bình Hạ, Mỹ Bình Thượng, có sáu xã.
Sau năm 1965, các tổng đều bị giải thể. Về sau, quận lỵ quận Tuyên Bình cũng được dời về xã Thái Bình Trung.
Tỉnh Kiến Tường từng có sân bay quốc tế Mộc Hóa, có các tuyến đường bay quốc tế phục vụ hành khách.
| Dân số tỉnh Kiến Tường năm 1967 | Dân số tỉnh Kiến Tường năm 1967 |
| Quận                            | Dân số (người)                  |
| ------------------------------- | ------------------------------- |
| Châu Thành                      | 13.589                          |
| Kiên Bình                       | 5.925                           |
| Tuyên Bình                      | 9.829                           |
| Tuyên Nhơn                      | 6.542                           |
| Tổng số                         | 35.885                          |

#### Chính quyền Cách mạng
Về phía chính quyền Mặt trận Dân tộc Giải phóng Miền Nam Việt Nam và sau này là Chính phủ Cách mạng lâm thời Cộng hòa Miền Nam Việt Nam, để đối phó kịp thời với âm mưu địch và chỉ đạo sát đúng với thực tế tình hình địa phương, tháng 7 năm 1957 tách Mộc Hóa ra khỏi tỉnh Tân An, lập đơn vị hành chính cấp tỉnh, vẫn lấy tên là tỉnh Kiến Tường như bên chính quyền Việt Nam Cộng hòa. Tuy nhiên, bên dưới tỉnh Kiến Tường chính quyền Cách mạng lại chia làm bốn vùng, mỗi vùng tương ứng với một quận của phía Việt Nam Cộng hòa:
- Vùng 2: tương ứng với quận Châu Thành.
- Vùng 4 (vùng tư): tương ứng với quận Kiến Bình.
- Vùng 6: tương ứng với quận Tuyên Nhơn.
- Vùng 8: tương ứng với quận Tuyên Bình.

Năm 1970, tỉnh Kiến Tường:
- Quận Châu Thành gồm 6 xã: Bắc Hòa, Bình Hiệp, Bình Hòa Thôn, Tân Lập, Thạnh Trị, Tuyên Thạnh.
- Quận Kiến Bình gồm 6 xã: Nhơn Bình, Nhơn Ninh, Tân Bình, Tân Hòa, Thạnh Hòa, Trị Pháp.
- Quận Tuyên Bình gồm 8 xã: Bình Thành Thôn, Hưng Điền, Thới Bình Trung, Thới Trị, Tuyên Bình, Vĩnh Lợi, Vĩnh Thạnh, Vĩnh Trị.
- Quận Tuyên Nhơn gồm 6 xã: Phong Phú, Tân Đông, Thạnh Phú, Thạnh Phước, Thuận Nghĩa Hòa, Thủy Đông.

Sau ngày 30 tháng 4 năm 1975, chính quyền quân quản Cộng hòa miền Nam Việt Nam lúc bấy giờ vẫn duy trì tên gọi tỉnh Kiến Tường cho đến đầu năm 1976. Lúc này, chính quyền Cách mạng cũng bỏ danh xưng "quận" có từ thời Pháp thuộc và lấy danh xưng "huyện" (quận và phường dành cho các đơn vị hành chánh tương đương khi đã đô thị hóa).
Bên cạnh đó, chính quyền Cách mạng cũng tách một phần đất đai xã Tân Bình (thuộc quận Kiến Bình cũ) và một phần đất đai xã Tân Đông (thuộc quận Tuyên Nhơn cũ) cùng thuộc tỉnh Kiến Tường để sáp nhập vào địa bàn tỉnh Mỹ Tho lúc bấy giờ (ngày nay là tỉnh Tiền Giang). Hiện nay, vùng đất này tương ứng với các xã Tân Hòa Đông, Thạnh Mỹ, Thạnh Tân, Thạnh Hòa cùng thuộc huyện Tân Phước, tỉnh Tiền Giang.
Ngày 20 tháng 9 năm 1975, Bộ Chính trị ban hành Nghị quyết số 245-NQ/TW về việc hợp nhất tỉnh Long Châu Tiền, tỉnh Sa Đéc và tỉnh Kiến Tường sẽ hợp nhất lại thành một tỉnh, tên gọi tỉnh mới cùng với nơi đặt tỉnh lỵ sẽ do địa phương đề nghị lên.
Ngày 20 tháng 12 năm 1975, Bộ Chính trị ban hành Nghị quyết số 19/NQ về việc hợp nhất tỉnh Long An và tỉnh Kiến Tường được tiến hành hợp nhất lại thành một tỉnh.

### Sau năm 1976
Ngày 24 tháng 2 năm 1976, Chính phủ Cách mạng lâm thời Cộng hòa miền Nam Việt Nam ban hành Nghị định số 3/NQ/1976 về việc hợp nhất tỉnh Kiến Tường và tỉnh Long An thành một tỉnh mới, lấy tên là tỉnh Long An. Ban đầu, toàn bộ đất tỉnh Kiến Tường cũ là huyện Mộc Hóa của tỉnh Long An.
Ngày 30 tháng 3 năm 1978, chia huyện Mộc Hóa thành huyện Mộc Hóa và huyện Vĩnh Hưng.
Ngày 19 tháng 9 năm 1980, chia huyện Mộc Hóa thành 2 huyện Mộc Hóa và Tân Thạnh.
Ngày 26 tháng 6 năm 1989, thành lập huyện Thạnh Hóa từ một phần các huyện Mộc Hóa và Tân Thạnh.
Ngày 24 tháng 3 năm 1994, chia huyện Vĩnh Hưng thành 2 huyện Vĩnh Hưng và Tân Hưng.
Ngày 18 tháng 3 năm 2013, thành lập thị xã Kiến Tường từ một phần huyện Mộc Hóa.
Sau 37 năm bị mất tên gọi hoàn toàn, địa danh Kiến Tường giờ đây xuất hiện trở lại khi trở thành tên gọi của một thị xã mới Kiến Tường được thành lập của tỉnh Long An
Sau nhiều lần chia tách, thay đổi các đơn vị hành chính, hiện nay vùng đất tỉnh Kiến Tường cũ bao gồm thị xã Kiến Tường, các huyện Mộc Hóa, Thạnh Hóa, Tân Thạnh, Tân Hưng, Vĩnh Hưng cùng thuộc tỉnh Long An và một phần huyện Tân Phước, tỉnh Tiền Giang.